# Antonio Petrović
Antonio Petrović (Kotor, 1982. szeptember 24. –) világbajnoki- (2013) és Európa-bajnoki ezüstérmes (2012) montenegrói vízilabdázó, a Primorje Rijeka játékosa.